# منیرو روانی‌پور
منیرو روانی‌پور (زادهٔ ۲ مرداد ۱۳۳۱) نویسنده‌ی ایرانی-آمریکایی است. اولین مجموعه‌داستان منیرو روانی‌پور کنیزو (۱۳۶۸) نام دارد که خودش می‌گوید: «اگر شاهد آتش‌زدن شهر نو نبودم کنیزو هرگز نوشته نمی‌شد». او می‌گوید که به عنوان یک نویسنده وظیفه خود می‌داند دست‌کم به نسل‌های بعد بگوید در کشورش چه خبر بوده است. بخش دیگری از شهرت این نویسنده به‌خاطر حساسیت و حضور فعال او در جریان‌های اجتماعی است.
او در دسامبر سال ۲۰۰۷ با همسر و پسرش به دعوت دانشگاه براوون به آمریکا رفت و در آنجا ماندگار شد.
داستانِ «رعنا»ی وی از مجموعهٔ نازلی، در دورهٔ سوم (۱۳۸۲) جایزهٔ گلشیری برگزیده شد.

## زندگی
منیرو روانی‌پور در کوی جفره ماهینی بندر بوشهر به دنیا آمد. تحصیلات ابتدایی و متوسطه را در این شهر گذراند و در دانشگاه شیراز روان‌شناسی خواند. سپس برای ادامه تحصیل به آمریکا رفت و در رشته علوم تربیتی از دانشگاه ایندیانا کارشناسی ارشد گرفت.
روانی‌پور از سال ۱۳۶۰ داستان‌نویسی را شروع کرده است و نخستین کتابش، کنیزو، در سال ۱۳۶۷ منتشر شد. پس از آن تعداد زیادی داستان کوتاه و چند رمان نوشت. داستان رعنا از مجموعهٔ نازلی، در دورهٔ سوم ۱۳۸۲ جایزهٔ گلشیری برگزیده شده است.
روانی‌پور در کلاس‌های داستان‌نویسی با بابک تختی، پسر غلامرضا تختی آشنا شد و ازدواج کردند. بابک تختی ناشر نشر قصه است و فرزندشان غلامرضا حاصل این ازدواج است.
وی از دسامبر ۲۰۰۶ با خانواده‌اش در آمریکا به سر می‌برد.

## فعالیت‌ها

### گروه کولی‌ها
روانی‌پور گروه کولی‌ها را از ایران آغاز کرد. این گروه از سال ۱۳۷۳ شروع به کار کرد و درسال ۱۳۷۸ نام کولی‌ها را برای خود برگزید. به‌گفتهٔ روانی‌پور انتخاب نام کولی به این دلیل بود که آن‌ها جا و مکان مشخصی نداشتند و برای داستان‌خوانی به رستوران‌ها و کافی‌شاپ‌های مختلف می‌رفتند. به گفتهٔ منیرو روانی‌پور، هدف از تشکیل این گروه برهم زدن فضای سوت و کور و خفقان حاکم بر جامعهٔ ادبی آن دوره بود.
گروه کتابخوانی کولی‌ها و جلسات داستان خوانی از منزل شخصی روانی پور در خیابان فاطمی شروع شد. پس از نقل مکان به آمریکا فعالیت کارگاه کولی‌ها با جلسات کتاب‌خوانی و کارگاه‌های نویسندگی داستان کوتاه و خاطرات از سر گرفته شد.

### چاپ آثار
پس از مهاجرت روانی‌پور اقدام به چاپ کتاب‌هایش در آمریکا کرد. آثار او در سایت آمازون و گوگل پلی قابل‌دسترسی است.
در سال ۲۰۱۴ روانی پور با همکاری عباس معروفی کتاب اول کولی‌ها را به چاپ رساند. درسال ۲۰۱۵ کتاب دوم وسوم کولی‌ها توسط ناشر اچ اند اس درلندن منتشر شد. در سال ۲۰۲۲ داستان بچه‌های گروه‌های جدید توسط خود روانی پور درگوگل پلی منتشر شد.
در سال ۲۰۲۲ روانی پور داستان فرشته ای روی زمین را به صورت هفتگی در خبرنامه خود منتشر کرد. به گفته خودش «داستان نوشتن این داستان؛ خودش داستان غریبی است.»

### سایر فعالیت‌ها
در سال ۱۳۷۹ روانی‌پور یکی از شرکت‌کنندگان کنفرانس برلین بود. قهرمان داستان زن فرودگاه فرانکفورت نیز زنی است که قرار بوده در کنفرانس برلین داستان بخواند، اما با مشکلاتی که در حاشیهٔ کنفرانس به وجود می‌آید، فرصت داستان‌خوانی را از دست می‌دهد و علاوه‌برآن در کشورش نیز او را برای حضور در این کنفرانس مورد شماتت قرار می‌دهند.
روانی‌پور در سال ۱۳۸۵ از اولین حامیان «کمپین یک میلیون امضا برای تغییر قوانین تبعیض‌آمیز علیه زنان» در ایران بود.
ده ماه پس از ساقط شدن پرواز شماره ۷۵۲ هواپیمایی بین‌المللی اوکراین با شلیک موشک‌های سپاه پاسداران، منیرو روانی‌پور، برای جمعی از خانواده‌های کشته‌شدگان این هواپیما یک کارگاه خاطره‌نویسی برگزار کرد. کمتر از یک‌سال بعد و در دسامبر ۲۰۲۱ منیرو روانی‌پور کتاب به کی‌یف که رسیدم زنگ می‌زنم را که حاصل آن کلاس‌هاست بر روی سرویس کتاب الکترونیک Google Play Books  منتشر کرد. او در معرفی کتابش این‌گونه می‌نویسد:
«صبح هشتم ژانویهٔ ۲۰۲۰ هواپیمای مسافربری اوکراین پرواز ۷۵۲ در آسمان تهران با شلیک دو موشک منفجر شد. کلیهٔ مسافران این هواپیما در آتش بلاهت و جباریت سوختند. تنها بازماندهٔ این هواپیما خرگوشی بود به‌نام راشل که غروب روز قبل از پرواز، بلیتش از طرف شرکت هواپیمایی کنسل شده بود. ده ماه بعد از این حادثهٔ هولناک بازماندگانِ برخی از این گل‌نثاران، به‌سراغ من آمدند تا خاطراتشان را بنویسند. این کتاب داستان خاطره‌هاست. خاطره‌های نوشته‌شده و گفته‌شده، خاطرهٔ آنچه در کلاس اتفاق افتاد. گریه‌ها، حسرت‌ها، خنده‌ها و شادی‌ها… شما در این کتاب شیوهٔ رهیابی و کوچینگ یک مدرس خاطره‌نویسی را می‌بینید.»

## بررسی آثار
هرچند سبک و زبان نویسنده در طول سال‌ها تغییر می‌کند، دغدغه‌های او ثابت هستند؛ عناصر ویژهٔ داستانی، طبیعت حاکم بر فضای داستان‌ها و نقش برجستهٔ زن‌ها، از همان کتاب اول در داستان‌ها حضور دارند. بعضی از شخصیت‌های داستانی مانند مریم یا گلپر نیز در داستان‌های مختلف روانی‌پور بارها ظاهر می‌شوند.

### داستان‌های بلند
- ۱۳۶۹ - اهل غرق[۲۱]
- ۱۳۶۹ - دل فولاد[۲۲]
- ۱۳۷۸ - کولی کنار آتش
- ۱۳۹۶ - شب‌های شورانگیز[۲۳]

### مجموعه داستان
- ۱۳۶۷ - کنیزو
- ۱۳۶۹ - سنگ‌های شیطان[۲۴]
- ۱۳۷۲ - سیریا، سیریا[۲۵]
- ۱۳۸۰ - زن فرودگاه فرانکفورت[۲۶]
- ۱۳۸۱ - نازلی[۲۷]
- ۱۳۹۵ - عاشقان عهد عتیق[۲۸]
- ۱۳۹۵ - کشتی شکستگان[۲۹]
- ۱۳۹۶ - یادداشت‌های زن جیوه ای[۳۰]
- ۱۴۰۰ - سرخپوست تنها[۳۱]

### مجموعه شعر
- ۱۳۹۴ - آوازخوان دوره‌گرد[۳۲]
- ۱۴۰۳ - تکه پاییزی به من

### کودکان
- ۱۳۵۸- گنجشک و آقای رئیس‌جمهور
- ترانه‌های کودکان